# Noppanon Kotchpalayuk
Noppanon Kotchpalayuk (thailändisch นพนนท์ คชพลายุกต์, * 2. August 1991 in Songkhla), auch als Aof (thailändisch อ็อฟ) bekannt, ist ein thailändischer Fußballspieler.

## Karriere

### Verein
Noppanon Kotchpalayuk erlernte das Fußballspielen in der Jugendmannschaft des Chonburi FC in Chonburi. Hier unterschrieb er 2010 auch seinen ersten Profivertrag. Die Rückserie 2010 wurde er an den Songkhla United FC ausgeliehen. Der Verein aus Songkhla spielte in der zweiten Liga, der Thai Premier League Division 1. Für Songkhla absolvierte er neun Zweitligaspiele. Anfang 2011 kehrte er nach der Ausleihe nach Chonburi zurück. 2016 gewann er mit Chonburi den FA Cup. Aufgrund des Todes von König Bhumibol Adulyadej wurde der Wettbewerb 2016 nach dem Viertelfinale abgebrochen und allen vier verbliebenen Teilnehmern (Chainat Hornbill FC, Chonburi FC, Ratchaburi Mitr Phol, Sukhothai FC) der Titel zugesprochen. Am Ende der Saison 2023/24 musste er mit dem Verein den Weg in die zweite Liga antreten. Nach über 200 Ligaspielen für die Sharks wurde sein Vertrag im Sommer 2024 nicht verlängert. Im Juni 2024 nahm ihn der Zweitligaaufsteiger Mahasarakham FC unter Vertrag.

### Nationalmannschaft
2010 spielte Noppanon Kachaplayuk viermal in der thailändischen U19-Nationalmannschaft. Zweimal trug er das Trikot der U-23-Nationalmannschaft.

## Erfolge

### Verein
Chonburi FC
- Thailändischer Pokalsieger: 2010, 2016

### Nationalmannschaft
Thailand U19
AFF U-19 Youth Championship: 2009